# Transports en Hongrie
Le transport en Hongrie s'appuie sur un réseau terrestre, fluvial et aérien important, inséré dans le maillage européen.

## Transport ferroviaire

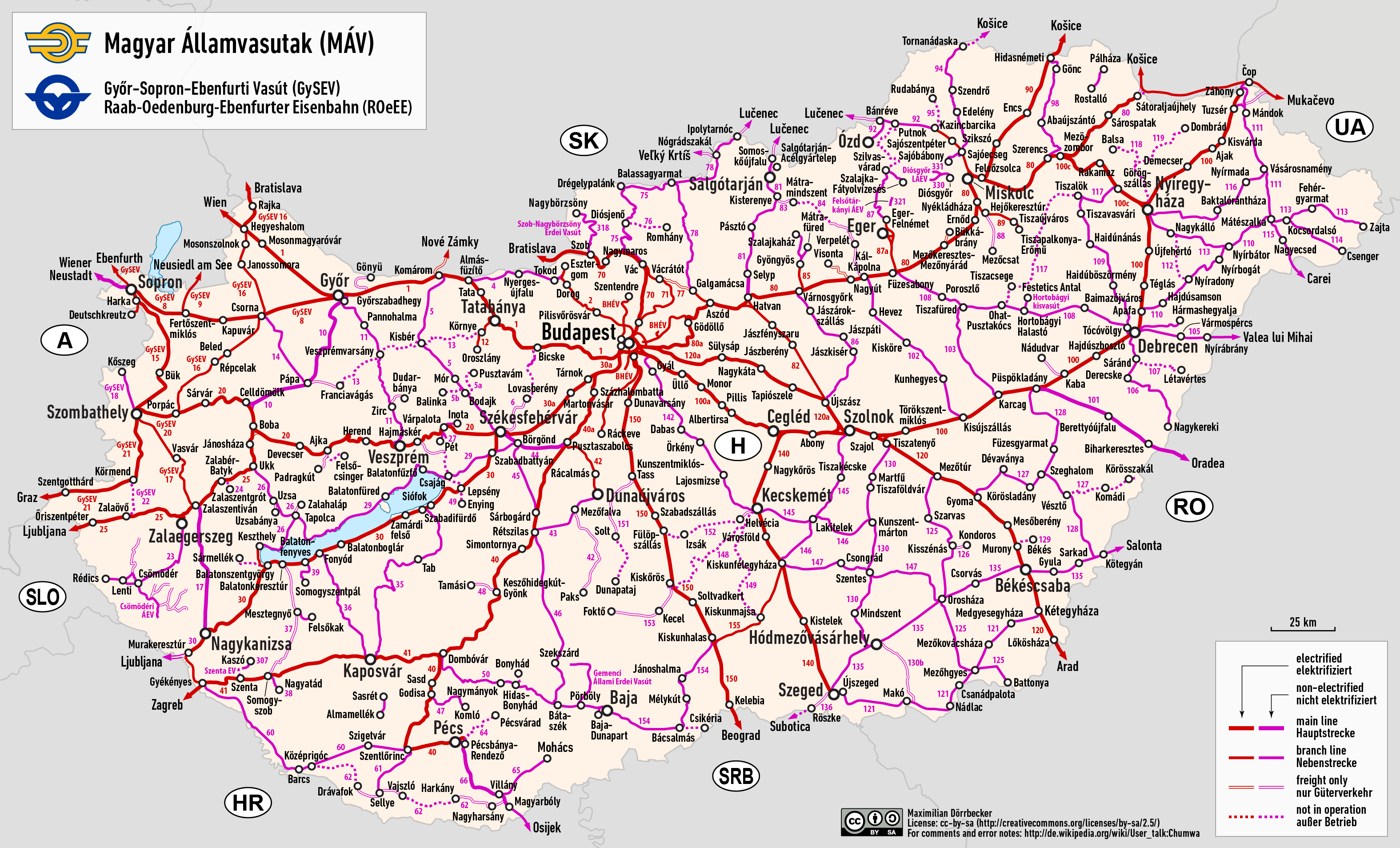
Réseau ferroviaire de Hongrie.

### Chemin de fer
Le transport ferroviaire en Hongrie est géré par la MÁV et exploité essentiellement par la MÁV, BKV Zrt. et GYSEV/Raaberbahn. La Hongrie est quadrillée par des lignes allant du nord au sud et d'est en ouest. Des liaisons ferroviaires existent avec les sept pays frontaliers. Le réseau ferroviaire hongrois souffre de nombreuses carences : voies mal entretenues et parfois défaillantes, de nombreuses portions non électrifiées ou encore le manque de doubles voies pour améliorer le trafic.

### Transports sur fer urbains et suburbains
Les réseaux de transport intra-urbains sont principalement structurés par une importante offre de transports publics. Celle-ci est gérée par les sociétés publiques de transport détenues par les collectivités territoriales : BKV Zrt. (Budapest), DKV Zrt. (Debrecen), KTRt. (Kaposvár), MKV Zrt. (Miskolc), PKV Zrt. (Pécs) et SzKT (Szeged). La ville de Budapest dispose d'un réseau de quatre lignes de métro et de quatre lignes de train suburbain (HÉV). Elle fait également partie des villes avec Szeged, Debrecen et Miskolc à bénéficier d'un réseau de tramways.

#### Métro et train suburbain

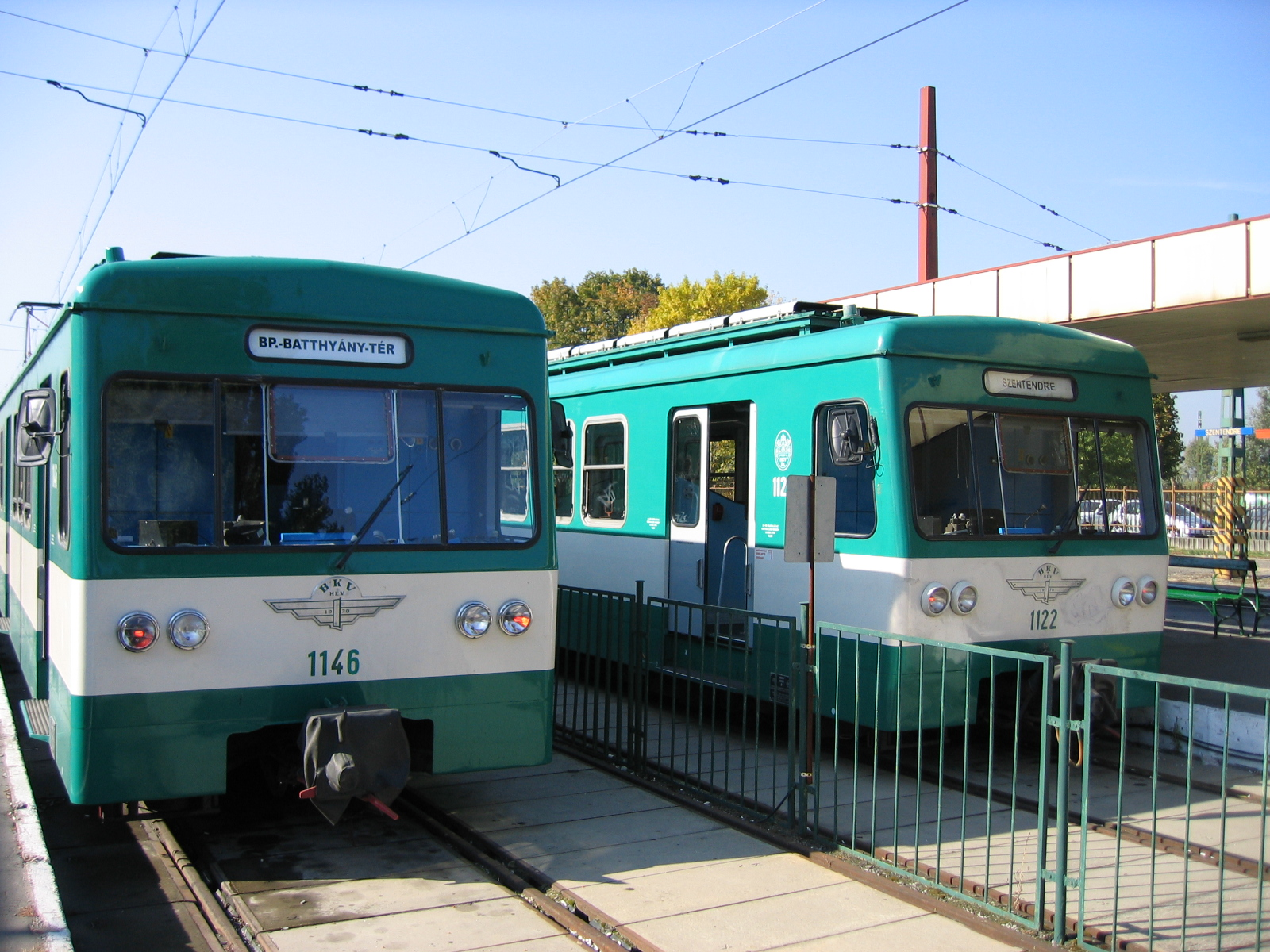
Station : Szentendre du HÉV.

Budapest est dotée d'un réseau de métro depuis 1896, inaugurant ainsi la première ligne métropolitaine d'Europe continentale. Si l'on intègre le Royaume-Uni, la ligne   du métro de Budapest est la deuxième d'Europe après le métro londonien.
Trois lignes de métro sont actuellement en fonctionnement et une quatrième est en construction. À chaque ligne est associée une couleur : 
- la ligne   de couleur jaune a été restaurée à l'original offrant un trajet historique au cœur de la ville ;
- la ligne   (rouge) traverse Budapest d'Est en Ouest ; elle est la seule à passer sous le Danube et à desservir Buda ;
- la ligne   (bleue) effectue un arc de cercle du Nord au Sud-Est de Pest et est empruntée pour se rendre à l'Aéroport international de Budapest-Ferenc Liszt.

Le réseau du métro de Budapest s'étend sur 33 km et compte 42 stations, dont 3 se trouvent en surface. La station : Deák Ferenc tér représente l'unique pôle d'échange entre les trois lignes, en plein centre de Pest. Le métro circule tous les jours de la semaine, de 4 h 30 du matin à 23 h 10.
La desserte de la proche banlieue de Budapest s'effectue par quatre lignes de train suburbain (Budapesti Helyiérdekű Vasút, HÉV), effectuant des liaisons vers l'Île de Csepel au Sud :    ; Óbuda et le Nord de Budapest vers Szentendre :   ; ainsi que l'Est de la capitale vers Gödöllő :   .
Il n'existe pas de jonction entre les différentes lignes, uniquement des liaisons avec certaines lignes de tramway ou de métro. Un projet de liaison entre les trois lignes Nord-Sud par une ligne de métro (N°5) est à l'étude.

#### Tramway

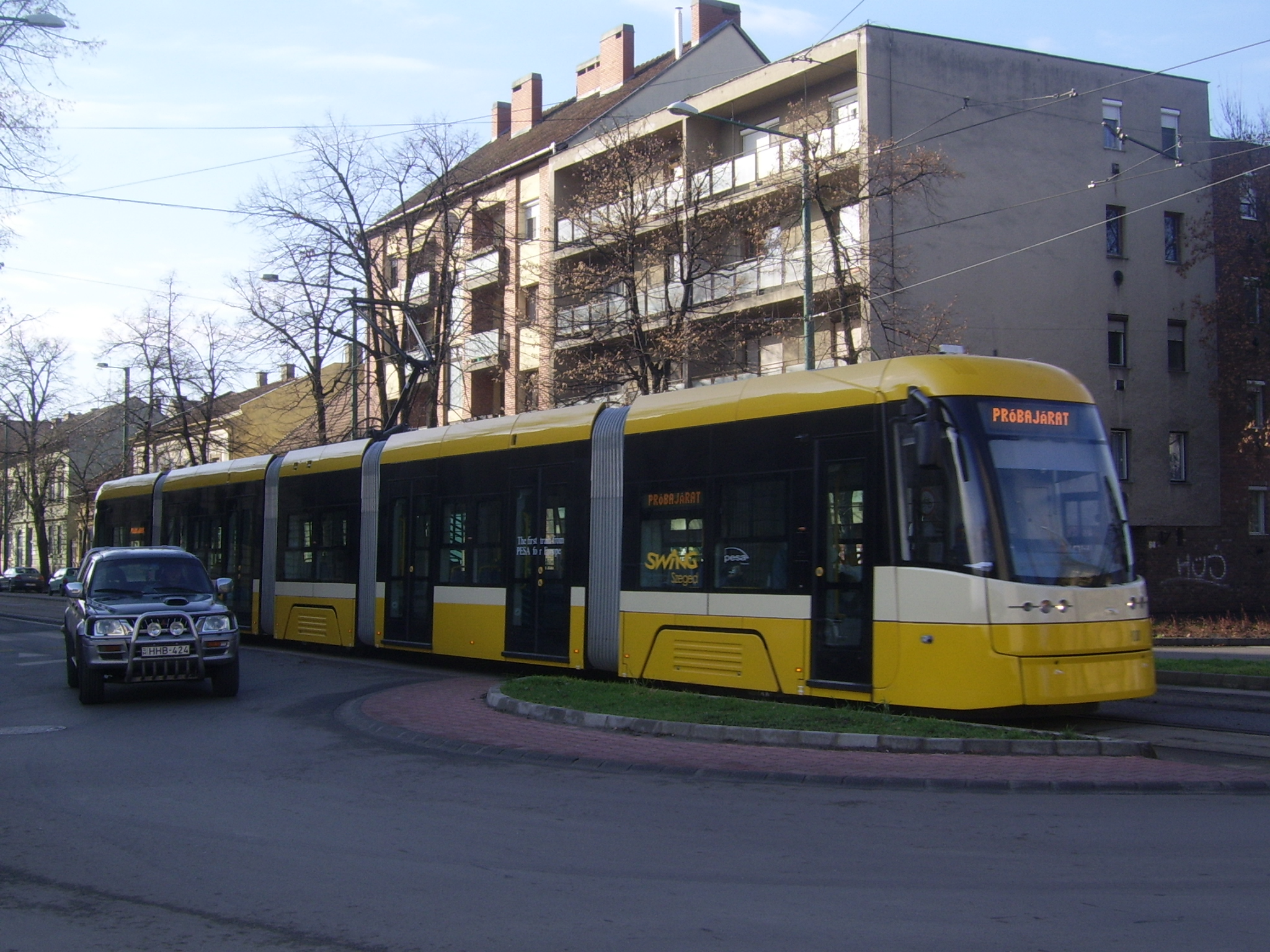
Tramway de Szeged.

Le tramway de Budapest s'étend en un réseau de 32 lignes structurant l'essentiel de l'offre de transports en commun de la capitale. Les lignes  4 et  6 parcourent quasiment le même trajet le long du Nagykörút sur Buda et Pest (Szent István-, Teréz-, Erzsébet-, József- et Ferenckörút). Terminus commun des deux lignes, la station : Széll Kálmán tér constitue d'ailleurs le principal pôle multimodal de Budapest (métro, autobus, tramway). De cette station située au pied du quartier du Château de Buda, les lignes traversent une première fois le Danube à hauteur du Pont Marguerite, parcourent Pest puis retraversent le fleuve par le pont Petőfi. C'est la ligne la plus utilisée[réf. nécessaire] à Budapest car elle dessert les principaux points d'intérêt touristiques et économiques (vieille ville de Buda, centre-ville de Pest). Cette ligne relie surtout toutes les lignes de métro, deux lignes de train suburbain sur quatre, ainsi que les principales lignes d'autobus et de trolleybus.
Le tramway de Debrecen compte deux lignes actives 1 2, celui de Miskolc trois lignes et celui de Szeged cinq lignes 1 2 3 3F 4.

#### Autres transports urbains sur fer

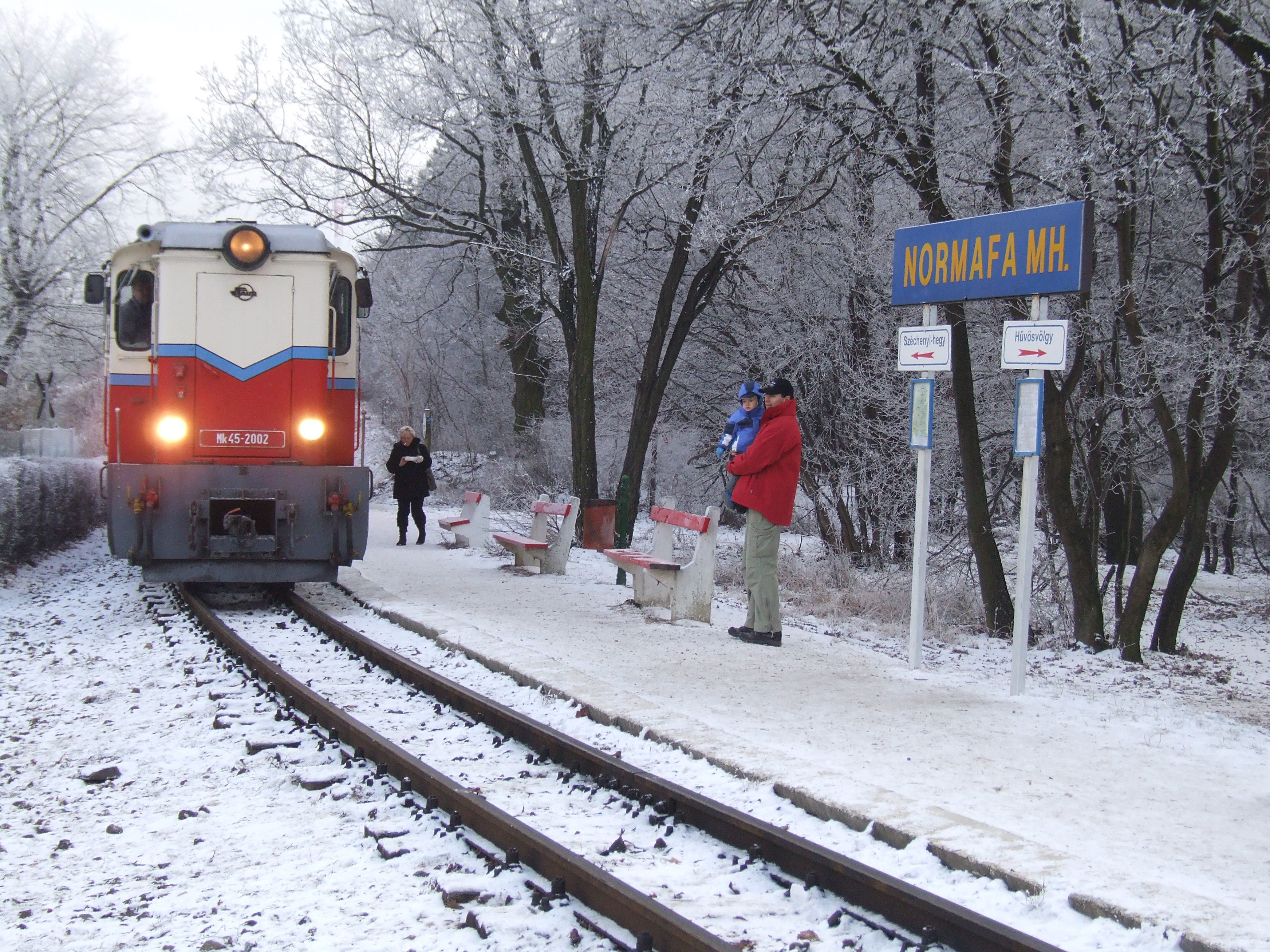
Le Gyermekvasút- à la station : Normafa.

Budapest comporte des moyens de transports en commun adaptés au relief accidenté de Buda. Pour relier les rives du Danube au Château de Buda, un funiculaire (Budavári Sikló) effectue des liaisons très régulières à la manière d'un ascenseur à balancier le long d'une pente d'une centaine de mètres extrêmement abrupte. Inauguré en 1870, le funiculaire à vapeur servait de transport public aux employés de l'administration qui travaillaient au Château. Rénové en 1986, il fonctionne aujourd'hui à l'électricité.
Afin d'accéder aux collines de Buda, un train à crémaillère (Fogaskerekű- 60) géré par la BKV Zrt. fait la liaison entre les abords de la station : Széll Kálmán tér et de Széchenyi-hegy, d'où part le Gyermekvasút. Ligne  7 de la Magyar Államvasutak. Il a la particularité d'être entièrement géré par des enfants, sauf les conducteurs de train (autrefois par les pionniers, mouvement de jeunesse communiste, d'où son ancien nom « Train des pionniers » : Úttörővasút). La gare de János-hegy permet enfin de prendre le téléphérique de Budapest : le Libegő.

## Transport routier et autoroutier

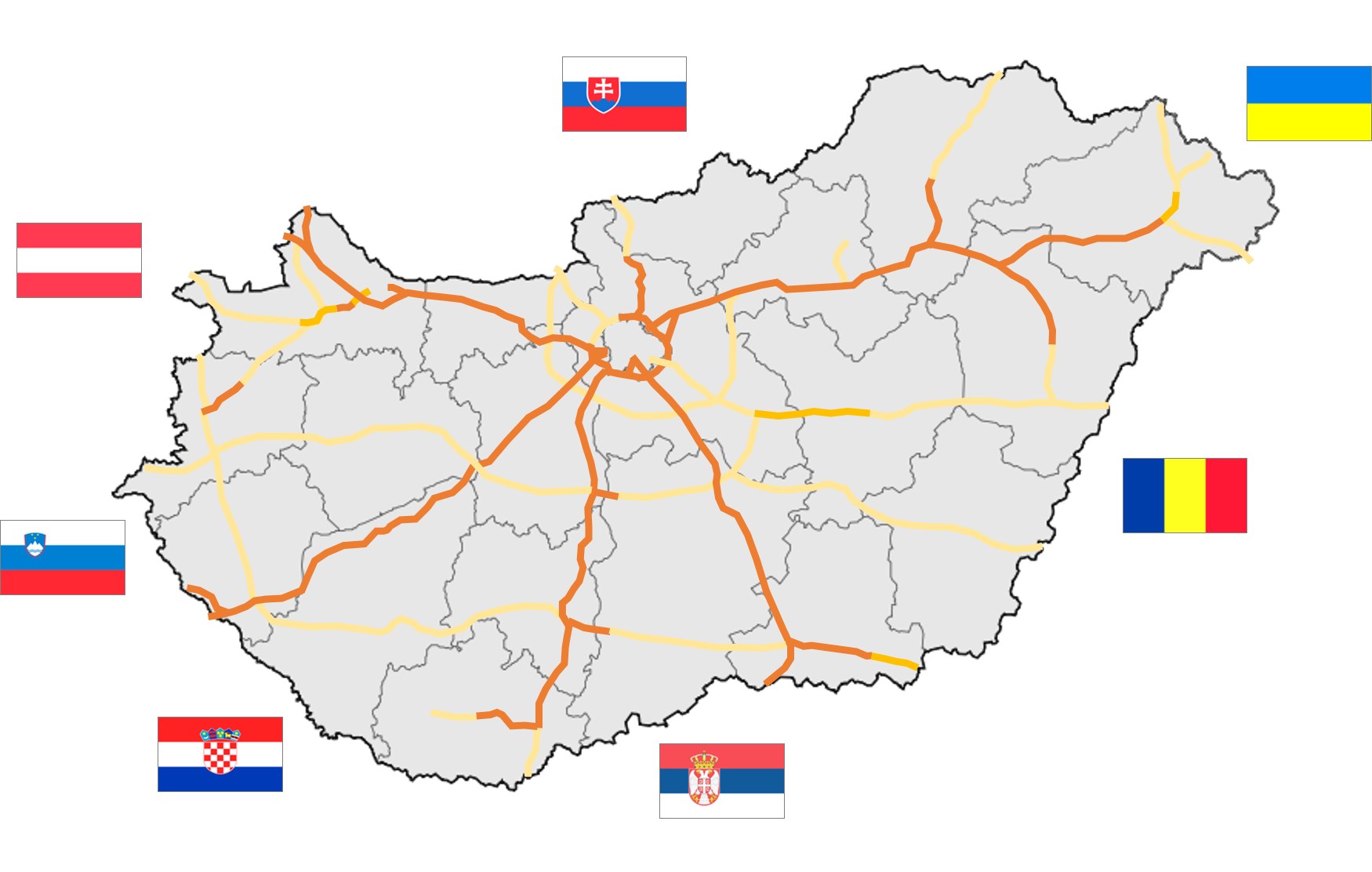
Autoroutes de Hongrie.

Le réseau autoroutier hongrois est composé d'une dizaine d'autoroutes, dont la première, M1, fut ouverte à la circulation en 1967. Il existe plusieurs travaux en cours pour étendre le réseau.
La numérotation commence avec la lettre "M" pour signifier "Magyar" c'est-à-dire hongrois en langue hongroise.
Ces dernières sont payantes par l'intermédiarie de vignettes ou 'matricia' en hongrois. Elles sont disponibles dans les stations services aux abords des frontières ou par internet sur le site des autoroutes hongroises.

## Production de véhicules ferroviaires
CRRC Zhuzhou Locomotive Co s'est allié avec le groupe Acemil pour une usine de production de véhicule ferroviaire en Hongrie, pour fournir des véhicules pour le marché européen. Le groupe Acemil a été établi fin 2022, pour la logistique ferroviaire entre l'Europe et la Chine. Il s'inscrit dans une stratégie de long terme de produire 51% de valeur ajoutée dans l'union européenne pour répondre à la demande du marché.